# 원종 (불교)
원종(圓宗)은 대한제국 말기에 창립된 불교 종단이다. 한국 최초의 근대적 불교 종단으로 불린다.

## 배경
1908년 이회광의 주도로 창설된 종단이다. 조선 왕조의 억불 정책으로 인해 500년 동안 종단 없이 연명해온 시대를 청산하고 불교계를 다시 결집시켰다는 평가가 있다.
종단이 없이는 불교의 조직적 발전과 성장을 추구할 수 없었기 때문에 종단 설립은 불교계의 숙원 사업 중 하나였다. 또한 개화기에 이르러 불교 탄압이 완화되면서 1895년 승려의 도성출입 금지를 해제시킨 사건을 분기점으로 불교는 근대적 종교로의 변화를 꾀하게 되었다. 그러나 도성출입 금지 해제 조치는 일본의 니치렌슈 승려 사노의 건의를 친일 내각의 김홍집이 받아들이는 형태로 달성되어 이후 불교계가 전반적으로 친일화하는 계기가 되기도 했다.
이 무렵 일본의 영향력 확대와 함께 일본 불교의 각 종파가 밀려들어와 세련된 포교를 펼치게 되자 한국 불교계는 위기 의식에 빠졌다. 오랜 탄압으로 세력이 미약해진 한국 불교는 결집하여 종단을 설립할 필요성을 느끼게 되었다.

## 창설과 활동
이러한 배경 속에 1908년 3월에 불교계 대표 52인이 한성부 원흥사에 모여서 설립한 종단이 원종이다. 초대 종정으로는 해인사의 이회광이 추대되고 원종종무원이 설치되었다.
원종의 가시적 성과로는 조계사의 전신인 각황사 설립이 있다. 승려라는 이유로 도성출입조차 금지되었던 불교계는 도성 한복판에 떳떳이 사찰을 세울 수 있게 된 데 많은 의미를 두었다. 각황사는 신설 종단인 원종이 주체가 되어 전국의 사찰과 신도들로부터 시주를 받아 설립했다. 원종은 종무원을 원흥사에서 각황사로 이동해 왔으며 명진학교를 불교사범학교로 개칭하여 중심 교육기관으로 삼고, 한국 최초의 근대적 불교지인 기관지 《원종》을 발행하는 등 활발한 활동을 펼쳤다.
원종에는 초대 종정 이회광을 비롯해 학무부장 김지순, 서무부장 강대련, 인사부장 김구하, 재무부장 김용곡 등 친일 성향이 강한 승려들이 많이 포함되어 있었다. 당시는 한일 병합 조약 체결이 눈앞에 닥쳐 통감부와 일본의 영향력이 컸는데, 원종은 종단 승인을 내주지 않는 통감부를 움직이기 위해 이용구와 송병준을 통해 일본 조동종 승려인 다케다 한시(武田範之)를 고문으로 영입했다.

## 해체
다케다 고문 영입 이후 친일화하던 이회광은 병합 직후인 1910년 10월에 원종과 일본 조동종의 연합맹약을 체결해버림으로써 불교계 소장파의 거센 저항에 부딪혔다. 한용운, 박한영, 진진응 등 민족주의 계열은 임제종 종단을 결성해 이회광의 원종에 대항하려 했다. 이것은 교세를 확장하겠다는 욕심이 일본 불교로의 예속 자처로 이어져 원종의 한계가 드러난 사건으로 평가된다.
원종은 병합 이후 조선불교선교양종본산주지회의원으로 개칭해 활동했다. 조선총독부는 이미 쓸모가 없어진 이 종단에 대해서 지원이나 승인을 해주지 않았으며, 1911년 사찰령을 내려 전국의 사찰에 대한 통제권을 스스로 장악하고 친일색이 짙은 원종과 이에 대항하던 임제종을 모두 배제했다. 결국 1912년 6월에 두 종단의 종무원은 나란히 문을 닫아야 했다. 다만 원종 창립 인사들은 대부분 삼십본산연합사무소 체제에서 주지직에 임명되어 공로를 인정받았다.

## 같이 보기
- 각황사

## 참고자료
- 장영섭 (2008년 1월 1일). “원종 창립 100주년, 빛과 그림자”. 불교신문. 2008년 6월 17일에 확인함.[깨진 링크(과거 내용 찾기)]